# Manitoba (jezero)
Manitoba (anglicky Lake Manitoba) je jezero v provincii Manitoba v centrální Kanadě v povodí řeky Nelson. Je pozůstatkem obrovského ledovcového jezera Agassiz. Má rozlohu 4 700 km². Dosahuje maximální hloubky 20 m.

## Vodní režim
Největším přítokem je řeka Waterhen z jezera Winnipegosis. Z jezera odtéká řeka Dauphin do Winnipežského jezera.